# 表現促進現象
表現促進現象（ひょうげんそくしんげんしょう、Anticipation）とは遺伝学において、遺伝的障害の徴候がそのままに次世代に伝えられ、低年齢で見られるようになる現象である。ハンチントン病や脆弱X症候群、筋強直性ジストロフィーなどが代表的な疾患である。